# 판도라의 궁전
판도라의 궁전(영어: Pandora's Palace)은 코나미에서 제작, 인터로직에서 1984년 2월에 아케이드로 출시한 액션 게임이다. 북미에만 출시되었다.

## 진행
플레이어는 로마의 황제가 되어, 판도라의 궁전에서 탈출해야 한다. 해골, 괴물 머리, 모아이가 적으로 등장하며, 플레이어가 적에게 닿으면 뒤로 밀려난다. 불에 닿거나 아래층으로 떨어지면 미스가 되어 라이프가 줄어든다.
와인 포도를 먹으면 잠시 동안 갑옷과 헬멧을 갖춘 로마 전사로 변신할 수 있다. 전사 변신 중에는 적들을 밟아 죽일 수 있다. 단, 전사 변신 중에도 적의 머리가 아닌 곳에 닿으면 뒤로 밀려나며, 불에 닿거나 아래층으로 떨어지면 마찬가지로 미스가 되니 주의해야 한다.

## 기타
판도라의 궁전은 코나미의 비디오 게임들 중 모아이가 최초로 등장한 작품이다.